# Palazzo Pacanowski
Palazzo Pacanowski (ex palazzo Sip) è un palazzo moderno di Napoli ubicato in via Generale Parisi, una traversa di via Monte di Dio, sulla collina di Pizzofalcone, nel quartiere San Ferdinando.
Sul finire degli anni cinquanta la SET bandì un concorso per la realizzazione di una nuova sede centrale nel capoluogo campano. Questo concorso fu vinto da Davide Pacanowski, architetto molto attivo a Napoli, che progettò un edificio ad U, con al centro un cortile-giardino aperto sul mare. L'edificio fu realizzato tra il 1959 e il 1966.
Nell'ottobre 2010 il palazzo diventa sede dell'Università Parthenope, accogliendo il polo giuridico-economico.
La struttura presenta dieci livelli, quattro dei quali sotterranei e che permettono l'accesso ad un'antica cavità tufacea del monte adoperata per l'alloggiamento di impianti telefonici e macchinari di servizio. Dall'esterno l'edificio è stratificato in finestre a nastro e fasce in cemento armato.